# Felsőlipnica
Felsőlipnica (lengyelül Lipnica Mała [lʲip'ɲiʦa ˈmawa]) falu Lengyelországban, az egykori Nowy Sącz, a mai Kis-lengyelországi vajdaságban.

## Fekvése
Jablonkától 6 km-re északnyugatra, a Babia Góra tövében, a Syhlec-patak két partján fekszik.

## Története
A falut 1608 körül Kral János soltész alapította a Babia Góra túloldaláról érkezett Żywiec környéki telepesekkel. Szent István temploma és fa harangtornya a 18. századból való.
A 18. század végén Vályi András így ír róla: „LIPNICZA. Alsó, és Felső Lipnicza. Két népes elegyes Lengyel, és tót falu Árva Várm. Földes Ura a’ K. Kamara, lakosai katolikusok, Felső Lipnicz az Alsónak filiája, fekszenek Babagura nevű hegy allyában, Tersztenától 3 órányira, határbéli földgyeik soványasok, úgy hogy zabon, kenderen, ’s lennen kivűl alig teremnek még valamit, Alsó Lipniczában, a’ faun keresztűl folyó vizetskén sok malma van az Uraságnak, szép Szentegyház is van benne.”
Fényes Elek 1851-ben kiadott geográfiai szótárában így ír a faluról: „Felső-Lipnicza, tót falu, Árva vármegyében: 1514 kath. lak., kik szinte sok durva posztót szőnek. Nagy juhtenyésztés. Sessioja: 83. F. u. az árvai uradalom.”
A trianoni diktátumig Árva vármegye Trsztenai járásához tartozott.
A faluban még láthatók az érdekes díszítésű faházak maradványai.

## Népessége
1910-ben 1573, túlnyomórészt lengyel lakosa volt.
Ma 2900 lengyel lakosa van.